# Domenico Bonsi (giurista)

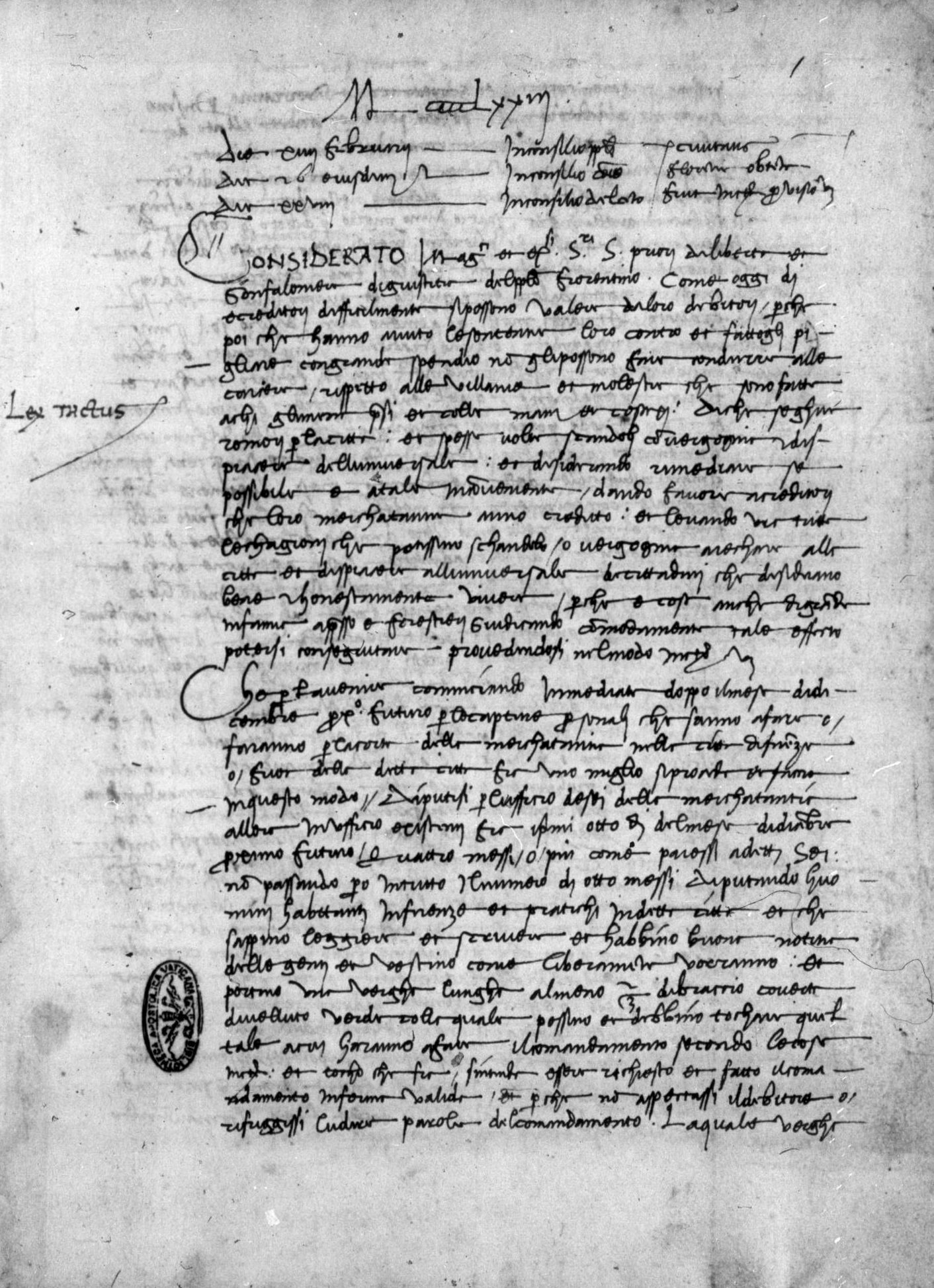
Consilia (et aliis auctoribus tributa), manoscritto, XV secolo

Domenico Bonsi (Firenze, 1430 – Firenze, 16 giugno 1501) è stato un giurista italiano attivo dal 1465 al 1501.

## Biografia
Nacque nel 1430 in una delle famiglie più rispettabili di Firenze: il suo avo Ugolino Bonsi della Ruota fu il primo della stirpe che prese parte della Signoria (1364), venendo seguito dal figlio Baldassarre di Bernardo, gonfaloniere attivo nella politica fiorentina del tempo; da questo momento il nome della famiglia fu sempre presente nelle principali magistrature di Firenze. Anche la madre di Bonsi proveniva da una delle più ricche famiglie fiorentine, quella dei Martelli. 
La carriera di Bonsi inizia subito dopo la laurea in utroque iure che gli permise di iniziare l'attività legale nel capoluogo toscano per poi essere chiamato come professore di diritto civile e canonico nel prestigioso Studio di Bologna (1465-1466). Concluso il ruolo di insegnante ritornò a Firenze dove si iscrisse all'Arte dei Giudici e dei Notai e membro dell'Arte dei Medici e degli Speziali. Inoltre fece parte dei Dodici Buonuomini (1469), dei Sedici gonfalonieri (1470) e degli Otto di guardi e Balia (1479-1480). Nel corso del tempo, diventando una figura di rilievo all'interno dell'oligarchia medicea, fu nominato membro del Consiglio dei Settanta (1480). Da questa data in poi, le sue cariche pubbliche furono molteplici: fece parte della Signoria negli anni 1483, 1493 e 1497; fu governatore di Pisa nel 1484 e gonfaloniere nel 1488. Alla vita politica seguì sempre la carica di legale, che lo portò ad essere uno dei più rinomati avvocati fiorentini del tempo. La sua fama, inoltro lo portò ad essere uno degli uomini più fidati di Lorenzo il Magnifico, tanto da essere mandato, insieme a Giovanni Vespucci, Guido Antonio Soderini, Francesco Valori e Bernardo Rucellai, da Girolamo Savonarola che al tempo stava guadagnando un forte consenso. In breve tempo, Bonsi divenne un sostenitore del Savonarola, soprattutto dopo la morte di Lorenzo il Magnifico e l'ascesa al potere di Piero di Lorenzo de' Medici (detto il Fatuo o lo Sfortunato), il quale venne affiancato da ambasciatori, ove risulta anche Bonsi, per limitarne il potere. Con l'ingresso delle truppe francesi nel comune fiorentino, tali ambasciatori dovettero inoltre occuparsi dell'accordo e dell'accoglienza in città di Carlo VIII che sarebbe diventato il nuovo patrono e restauratore di Firenze (1494). Con la caduta dei Medici, i fiorentini iniziarono la riforma costituzionale della Signoria, abolendo diversi consigli e proclamando gli "accoppiatori" con il ruolo di rinnovatori dello Stato fiorentino. Bonsi fu eletto per il quartiere Santo Spirito.
Qualche anno più tardi, nel 1498, Bonsi in qualità di ambasciatore venne mandato a Roma per trattare con il pontefice circa la restituzione di Pisa da parte di Carlo VIII ma anche per appianare la discussione con il Savonarola che nel frattempo era stato invitato da papa Alessandro VI a sospendere le predicazioni e raggiungere Roma. Al rifiuto del frate, fa seguito lo stato di arresto dello stesso che per volere del papa doveva essere condannato a Roma, ma la Signoria richiese ed ottenne il permesso di processare il frate in terra toscana. Una volta tornato in terra nativa, Bonsi riprendendo le proprie attività, fece parte del consiglio della Signoria (1501) costituita per rispondere alle richieste dell'imperatore Massimiliano che voleva l'appoggio di Firenze per la guerra contro i turchi. Morì a Firenze nel 1501.
La maggior parte dell'attività legale, come i consilia legalia e le allegationes, sono oggi conservati soprattutto in biblioteche e archivi fiorentini, tra queste meritano di essere menzionati i volumi, custoditi dall'Archivio di Stato di Firenze, che raccolgono le opinioni legali dello stesso Bonsi e di giuristi vissuti tra il 1400 e il 1500.

## Opere

### Manoscritti
- Consilia (et aliis auctoribus tributa), XV secolo, Città del Vaticano, Biblioteca Apostolica Vaticana, Fondo Barberiniano latino, Barb. lat. 1397.